# Tetuán (Utuado)
Tetuán es un barrio ubicado en el municipio de Utuado en el Estado Libre Asociado de Puerto Rico. En el Censo de 2010 tenía una población de 680 habitantes y una densidad poblacional de 48,1 personas por km².

## Geografía
Tetuán se encuentra ubicado en las coordenadas 18°16′5″N 66°36′46″O / 18.26806, -66.61278. Según la Oficina del Censo de los Estados Unidos, Tetuán tiene una superficie total de 14.14 km², que corresponden a tierra firme.

## Demografía
Según el censo de 2010, había 680 personas residiendo en Tetuán. La densidad de población era de 48,1 hab./km². De los 680 habitantes, Tetuán estaba compuesto por el 90.59% blancos, el 6.18% eran afroamericanos, el 0.15% eran asiáticos, el 0.74% eran de otras razas y el 2.35% pertenecían a dos o más razas. Del total de la población el 99.41% eran hispanos o latinos de cualquier raza.